# فرانسیس سوارز (بازیکن فوتبال)
فرانسیس سوارز (انگلیسی: Francis Suárez؛ زادهٔ ۶ ژانویهٔ ۱۹۸۷) بازیکن فوتبال اهل اسپانیا است.
از باشگاه‌هایی که در آن بازی کرده‌است می‌توان به باشگاه فوتبال لاس پالماس و باشگاه فوتبال پومفرادینا اشاره کرد.